# Dominik Werling
Dominik Werling (* 13. Dezember 1982 in Ludwigshafen am Rhein) ist ein deutscher Fußballspieler.

## Karriere
Werling entstammt der Jugend des SV Waldhof Mannheim und kam in der Saison 2001/02 zu ersten Einsätzen im Reserveteam in der Oberliga Baden-Württemberg. 2002 wechselte er in die zweite Mannschaft von Arminia Bielefeld, ehe er 2004 zum Regionalligisten 1. FC Union Berlin wechselte. Nach einigen Einsätzen zu Beginn der Saison wurde er von Trainer Werner Voigt Ende Oktober suspendiert und kehrte erst zur Rückrunde in die erste Mannschaft zurück. Im März 2005 löste er im gegenseitigen Einvernehmen seinen Vertrag mit Union Berlin auf, da er keine Perspektive mehr für sich sah.
Die Saison 2005/06 spielte er beim TSV Crailsheim, im September 2006 kam er übergangsweise beim Bayernligisten SpVgg Bayern Hof unter. Anfang 2007 unterschrieb Werling einen Vertrag beim abstiegsgefährdeten türkischen Erstligisten Sakaryaspor, kam dort aber zu keinem Ligaeinsatz. In der Sommerpause 2007 absolvierte Werling ein Probetraining bei Newcastle United und erhielt im Anschluss ein Angebot des englischen Zweitligisten FC Barnsley. Bis zur Winterpause gehörte der Linksverteidiger zur Stammelf, eine Verlängerung seines Vertrages scheiterte allerdings an den Gehaltsforderungen und so kehrte er zur Rückrunde zu Sakaryaspor zurück.
Für die Saison 2008/09 unterschrieb Werling einen Vertrag beim Drittligisten Erzgebirge Aue, sein dortiger Vertrag wurde aber bereits im Oktober wieder aufgelöst.
Im Januar 2009 unterschrieb er einen Halbjahresvertrag beim englischen Drittligisten Huddersfield Town, der am Saisonende nicht verlängert wurde.
Zur Spielzeit 2010/11 unterschrieb er beim gerade aus der Football League Two abgestiegenen FC Darlington einen Einjahresvertrag., folgte im September 2010 aber seinem damaligen Trainer Simon Davey zu Hereford United und damit wieder zurück in die League Two.
Bereits im Februar 2011 wurde die einvernehmliche Trennung bekanntgegeben.
Seither gilt Werling bezogen auf den Profi-Fußball als vereinslos.
In der Saison 2012/13 spielte Werling im Amateurbereich des Südwestdeutschen Fußballverbands beim SV Scheibenhardt (1. Kreisklasse Südpfalz Ost) und danach beim FC 08 Homburg. Von Juli 2014 bis 2015 spielte er beim schwedischen Verein Ange IF, 2016/17 beim SV Rülzheim. In der Spielzeit 2017/18 war er Spielertrainer beim Karlsruher FV. Im Sommer 2018 wurde er Spielertrainer beim TSV Dürrenbüchig. Bereits im Winter 2019 wurde er Trainer Beim SV Schwarz-Weiß Mühlburg. Im Sommer 2019 schloss er sich dem FC Espanol Karlsruhe II als Spielertrainer an. Im Sommer 2020 wechselte er als Spieler zum SV Nordwest Karlsruhe.